# Bloomberg Markets

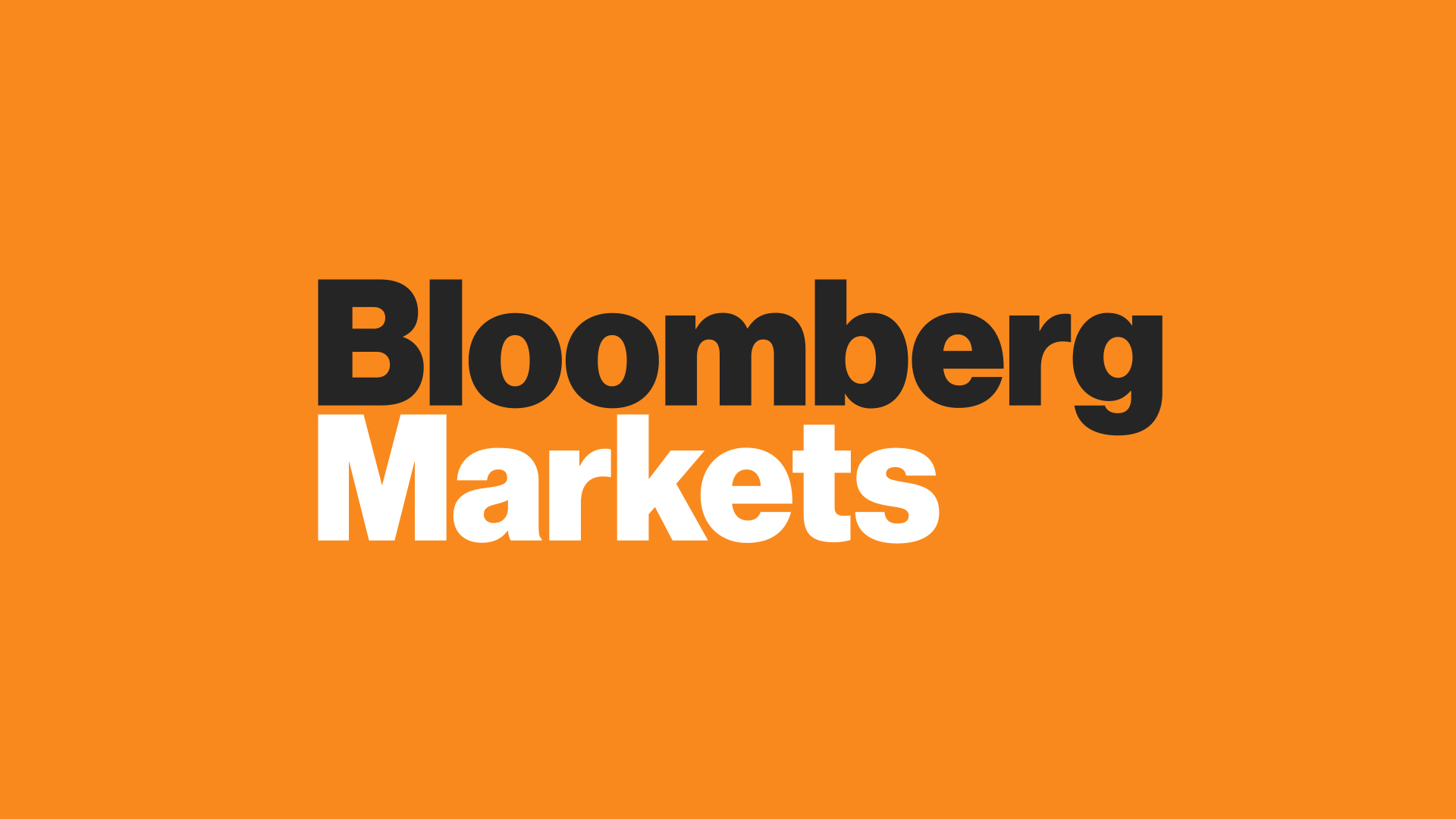

Bloomberg Markets è una rivista mensile di economia, pubblicata da Bloomberg, che l'ha fondata nel 1992. Dal 1999  è divenuto parte di Bloomberg News, con Ronald Henkoff come direttore editoriale sotto la supervisione di Matt Winkler.